# Abir Al-Sahlani

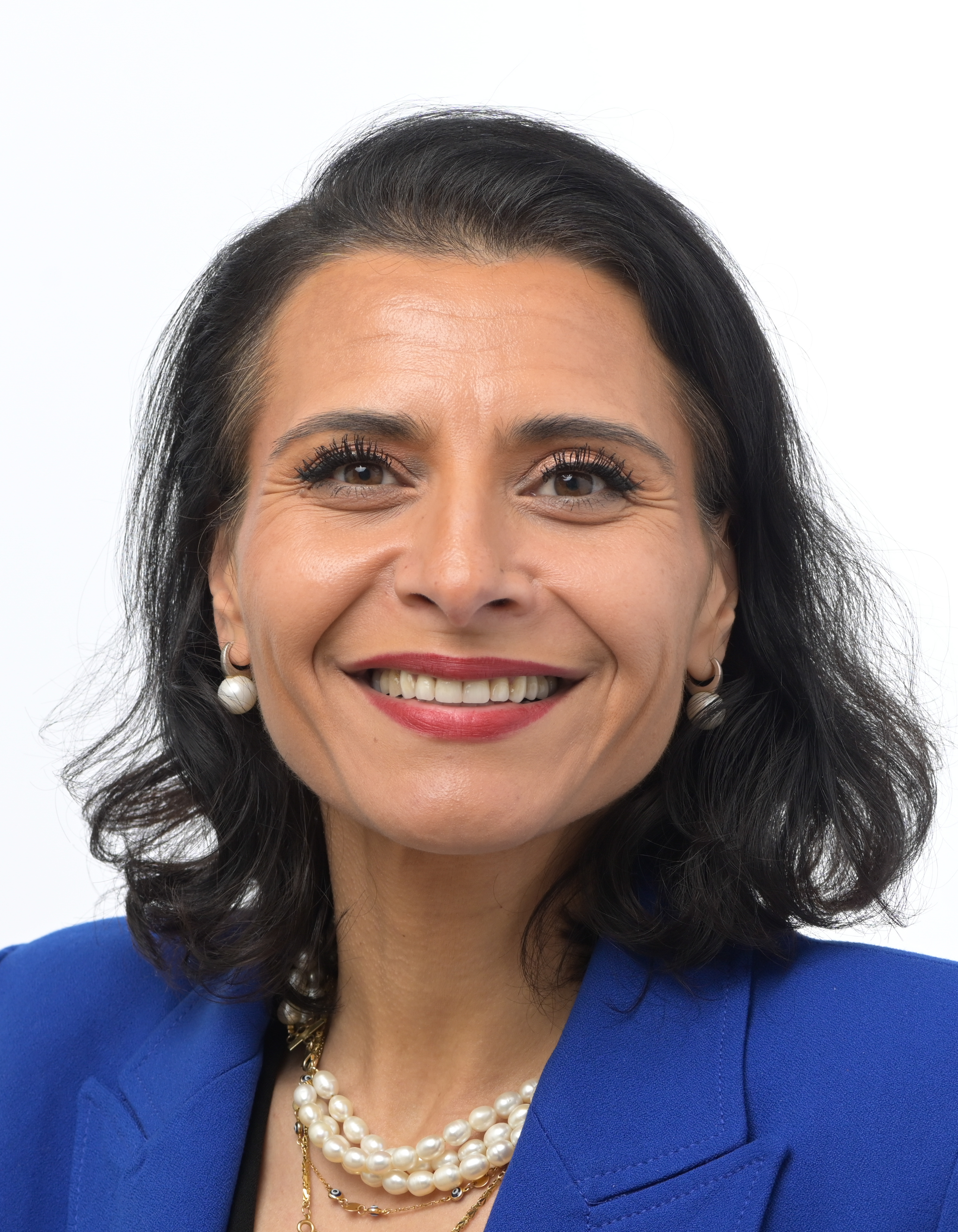
Abir Al-Sahlani (2024)

Abir Al-Sahlani (* 18. Mai 1976 in Basra, Irak) ist eine schwedische Politikerin (Centerpartiet). Seit Juli 2019 ist sie in der Fraktion Renew Europe Mitglied des 9. Europäischen Parlamentes.

## Leben

### Studium und Karriere
Al-Sahlani studierte an der Mittuniversitetet in Sundsvall. 2002 machte sie ihren Master in Computertechnologie an der Universität Stockholm. Von 2003 bis 2004 arbeitete sie im Irak für den irakischen Regierungsrat. 2006 zog sie zurück nach Schweden. Dort lebt sie in Hägersten.

### Politische Laufbahn
2007 wurde Al-Sahlani Mitglied der Centerpartiet. Von 2010 bis 2014 sowie 2019 war sie für diese Abgeordnete im Reichstag. 2019 wurde sie in das Europäische Parlament gewählt. Sie wurde Mitglied des Ausschusses für Beschäftigung und soziale Angelegenheiten. Zudem war sie stellvertretende Vorsitzende für die Delegation für die Beziehungen zu Irak. 2020 wurde sie stellvertretende Vorsitzende bei Renew Europe. Sie ist in der Legislaturperiode 2024–2029 stellvertretende Vorsitzende des Entwicklungsausschusses sowie Mitglied im Ausschuss für bürgerliche Freiheiten, Justiz und Inneres und im Ausschuss für die Rechte der Frauen und die Gleichstellung der Geschlechter. Sie ist zudem stellvertretende Vorsitzende der Delegation für die Beziehungen zur Arabischen Halbinsel und Mitglied der Delegation für die Beziehungen zu Irak, einschließlich des Ausschusses für parlamentarische Kooperation EU-Irak. Sie ist Mitglied des interfraktionellen Forums für Behinderungen und der interfraktionellen LGBTI-Gruppe.
Im EU-Parlament schnitt sich Al-Sahlani bei einer Rede als Zeichen der Solidarität mit den im September 2022 begonnenen iranischen Protesten die Haare kurz.